# Turbinicarpus lophophoroides
Espèce
Synonymes
- Neolloydia lophophoroides (Werderm.) E. F. Anderson[2]
- Neolloydia lophophoroides[3]
- Pediocactus lophophoroides (Werderm.) Halda[4]
- Pediocactus lophophoroides[3]
- Strombocactus lophophoroides[3]
- Thelocactus lophophoroides Werderm.[1] [4] [2]
- Thelocactus lophophoroides[3]
- Toumeya lophophoroides[3]

Statut de conservation UICN

 NT  : Quasi menacé
Turbinicarpus lophophoroides est une espèce de plantes à fleurs de la famille des Cactaceae et du genre Turbinicarpus. C'est un cactus endémique du Mexique.

## Liste des sous-espèces
Selon Tropicos (22 mai 2017) :
- sous-espèce Turbinicarpus lophophoroides subsp. jauernigii (G. Frank) Battaia & Zanov.